# Black Forest FC
Der Black Forest Football Club ist ein 1998 gegründeter botswanischer Fußballverein aus der Stadt Mmankgodi im Kweneng District. Aktuell spielt der Verein in zweithöchsten Liga des Landes, der Botswana First Division. Hiert tritt der Verein in der Region South an.

## Stadion
Seine Heimspiele trägt der Verein im University of Botswana Stadium in Gaborone aus. Das Stadion hat ein Fassungsvermögen von 10.000 Personen.

## Saisonplatzierung
| Saison  | Liga                            | Level                                        | Teams                                        | Platz                                        |
| ------- | ------------------------------- | -------------------------------------------- | -------------------------------------------- | -------------------------------------------- |
| 2016/17 | Botswana Premier League         | 1                                            | 16                                           | 9.                                           |
| 2017/18 | Botswana Premier League         | 1                                            | 16                                           | 8.                                           |
| 2018/19 | Botswana Premier League         | 1                                            | 16                                           | 16. ▼                                        |
| 2019/20 | Botswana First Division (South) | 2                                            | 12                                           | 7.                                           |
| 2020/21 | Botswana First Division (South) | Keine Austragung wegen der COVID-19-Pandemie | Keine Austragung wegen der COVID-19-Pandemie | Keine Austragung wegen der COVID-19-Pandemie |
| 2021/22 | Botswana First Division (South) | 2                                            | 12                                           | 3.                                           |
| 2022/23 | Botswana First Division (South) | 2                                            | 12                                           |                                              |